# Carlos (chanteur)
Pour les autres membres de la famille, voir Famille Dolto.
Pour les articles homonymes, voir Carlos.
 (mai 2021).
Si vous disposez d'ouvrages ou d'articles de référence ou si vous connaissez des sites web de qualité traitant du thème abordé ici, merci de compléter l'article en donnant les références utiles à sa vérifiabilité et en les liant à la section « Notes et références ».
Jean-Chrysostome Dolto, plus connu sous son nom de scène Carlos, né le 20 février 1943 dans le 5e arrondissement de Paris et mort le 17 janvier 2008 à Clichy, est un chanteur, acteur et fantaisiste français.
Incarnant la variété populaire, il est un ami proche de Dorothée, Eddie Barclay, Chantal Goya, Sim, Dave, Annie Cordy, Jeane Manson, Coluche et surtout Joe Dassin, Johnny Hallyday et Sylvie Vartan qui la première lui permet de débuter sur scène à ses côtés.
Son répertoire est enjoué et festif, avec souvent une connotation grivoise lubrique, comme les chansons Le Tirelipimpon, Papayou ou Big Bisou. Il est également populaire auprès des enfants, en étant le parrain de l'émission Club Dorothée et le héros du dessin animé Les Aventures de Carlos.
Doté d'un fort embonpoint et d'un visage naturellement débonnaire et jovial, Carlos adopte rapidement une allure propre (colliers de fleurs, chemises hawaïennes) similaire à celle d'un autre chanteur français, Antoine.

## Biographie

### Famille
Né le 20 février 1943 dans le 5e arrondissement de Paris, Jean-Chrysostome Dolto est le fils de la psychanalyste et pédiatre Françoise Dolto (née Marette) (1908-1988) et du masseur-kinésithérapeute Boris Dolto (1899-1981), d'origine russe. Il a un frère, Grégoire Dolto (1944), ingénieur, architecte naval, et une sœur, Catherine Dolto (1946), pédiatre, médecin généraliste, haptothérapeute et écrivain. Il est aussi le neveu de l'homme politique Jacques Marette (1922-1984).
Il est très attaché à la foi de l'Église orthodoxe et connaît un peu le russe, sans toutefois le parler couramment.
En 1957, alors âgé de 14 ans, il rencontre Sylvie Vartan — d'un an sa cadette — et devient son ami[réf. nécessaire]. Il se « rebaptise » Carlos en 1958, en hommage au percussionniste Carlos Patato Valdés qui le fascine,, et devient secrétaire particulier de Sylvie Vartan à ses débuts, l'accompagnant durant plus de dix ans à travers le monde.
En 1965, Carlos est (avec Johnny Stark) le témoin de Johnny Hallyday à son mariage avec Sylvie Vartan, le 12 avril. En 1966, Carlos devient le parrain de leur fils David.
En 1970, Carlos rencontre Michelle Toussaint, dite « Mimi », qui sera sa compagne jusqu'à son décès. Ils se marient le 26 juin 1978 à Deauville. Sylvie Vartan et Johnny Hallyday sont leurs témoins de mariage. Le couple n'aura pas d'enfant mais une interview donnée par sa femme Mimi Dolto en juin 2008 à Gala révèle que le couple a un fils adoptif originaire d'Asie, Fann Ming, qui a préféré repartir vivre dans son pays d'origine dès sa majorité.

### Formation
Carlos obtient en 1961 un diplôme en masso-kinésithérapie à l'École française d'orthopédie et de masso-kinésithérapie dirigée par son père Boris Dolto[réf. souhaitée].
C'est en 1966 qu'il se découvre une vraie passion pour l'interprétation : il fait ses débuts en tant que chanteur amateur et rencontre assez vite un franc succès auprès du public parisien grâce à son air guilleret et son physique corpulent.

### Carrière

#### Années 1960-1970
En 1962, Carlos remplace l'animateur Lucien Morisse, puis anime l'émission radiophonique sur Europe 1 Salut les copains.
De 1962 à 1972, il est le secrétaire artistique et garde du corps de Sylvie Vartan, c'est avec elle qu'il découvre le chanteur Mike Brant lors d'un voyage à Téhéran : ils le font venir en France en 1969. Il appuie également Jean-Luc Azoulay, futur fondateur d'AB Productions et de JLA Productions qu'il prend comme assistant puis qu'il recommande à Sylvie Vartan pour diriger son fan-club, celui-ci lui succédera ensuite comme secrétaire et assistant de la chanteuse en 1972.
Toujours dans le sillage de Sylvie Vartan en 1964, il tient un petit rôle dans le film tiré de la pièce de Marcel Achard, Patate.
En 1967, après avoir sifflé sur Comme un garçon, le public découvre sa voix sur deux titres de Sylvie Vartan : Pas drôle cette histoire-là (composé par Johnny Hallyday) et le tube 2 minutes 35 de bonheur (écrit par Frank Thomas), suivis l'année suivante par Un p'tit peu beaucoup également sur disque et sur scène chantant et dansant avec Sylvie Vartan.
En 1969, il enregistre son premier disque 45 tours en solo avec la chanson La vie est belle, puis un deuxième l'année suivante, Y'a des Indiens partout. Carlos tiendra encore un rôle central dans les spectacles de Sylvie Vartan en 1970 (Mon singe et moi) et 1972 à l'Olympia et en tournée.
En 1971, il adapte la chanson brésilienne Festa Para Um Rei Negro, sous le titre de La Bamboula.
En 1970, il a un petit rôle dans le film Le Cri du cormoran le soir au-dessus des jonques de Michel Audiard, et enregistre la chanson La cantine.
À partir de 1972, il participe une quarantaine de fois, en invité ou en vedette, aux émissions de Maritie et Gilbert Carpentier (Top à..., Numéro un) dans des personnages déguisés et des situations burlesques souvent imaginés par Jean-Jacques Debout, aux côtés de Sylvie Vartan, Chantal Goya, Thierry Le Luron ou Joe Dassin.
En 1972, il fait une série de concerts à l'Olympia et est très critiqué par le "métier"[réf. nécessaire] car l'Olympia est alors le passage obligé pour tout artiste en quête de reconnaissance et surtout parce qu'à l'époque Carlos n'a encore enregistré aucun album (sa discographie ne compte alors que quelques 45 tours enregistrés entre 1969 et 1971), ce qui, aux yeux des puristes et des professionnels de la scène, lui enlève toute légitimité. Le pari était risqué car la même année Mike Brant, chanteur débutant, qui avait fait l'Olympia, avait obtenu un échec retentissant, même s'il était soutenu par la chanteuse Dalida. Encouragé par Joe Dassin et Sylvie Vartan, Carlos passe outre les critiques. La même année est diffusée chez AMI Records un album live qui sera donc son premier disque 33 tours.
Toutefois pour Carlos l'expérience de l'Olympia ne sera pas négative mais il comprend qu'il lui faut continuer sur d'autres scènes plus modestes. À titre personnel il réalise surtout que la scène est très importante pour partager son humour avec le public et pour faire vivre son personnage de chanteur fantaisiste pour lequel il devient célèbre.
1972 est aussi l'année de la disparition de l'un des maîtres de la chanson fantaisiste en France, Boby Lapointe. Carlos rencontre ce chanteur lors de l'émission de variétés La lanterne magique de Jean-Christophe Averty en 1971 où il partage la vedette avec Michel Fugain et Dani, entre autres.
Carlos fait alors énormément de scènes en solo, souvent dans des parcs, des jardins publics ou des petites salles, où il retrouve un public fidèle.
En 1973, il enregistre avec Joe Dassin, Alice Dona et Joëlle du groupe Il était une fois, l'album Une journée de Monsieur Chose et le titre Tout nu, tout bronzé. Il obtient un disque d'or avec Cocotte en papier puis Señor Météo. En 1977, en pleine période punk, il revient des États-Unis et sort la fameuse chanson Big Bisou.
En 1978, il enregistre une reprise de Rosalie de Georges Plonquitte et se marie avec Michelle Toussaint dite « Mimi ». Les témoins sont Johnny Hallyday, Sylvie Vartan, Michel Sardou et Claude Mulot.

#### Années 1980
En août 1980 Carlos est très affecté par le décès de son ami Joe Dassin. Très présent avec lui dans les émissions de variétés de Maritie et Gilbert Carpentier (dont la série des Numéro un depuis 1968), il diminue à partir de cette date ses apparitions musicales dans les émissions de variétés sauf dans l'émission de Michel Drucker, Champs-Élysées, et Système 2 de son ami Guy Lux.
Le 15 mai 1982, il est de nouveau très éprouvé par la mort brutale de la chanteuse du groupe Il était une fois, Joëlle Mogensen, qui faisait partie de la « bande à Jojo » (les amis de Joe Dassin) et qui apparaissait régulièrement dans les émissions de variétés Numéro un de Maritie et Gilbert Carpentier, aux côtés de Jeane Manson, Chantal Goya, Sylvie Vartan et Jean-Claude Brialy. La série des émissions de variétés Numéro un cesse en janvier 1982; pour Carlos, c'est la fin d'une époque.
Les années 1983 et 1984 sont consacrées à de longues tournées où il sillonne la France avec son équipe de musiciens. Il rencontre la France des petits villages à travers des concerts avec un public restreint, dans des salles des fêtes, la France des villes moyennes avec des concerts souvent organisés dans des parcs et réalise des concerts importants à l'Olympia ou au Bataclan.
En 1985, il adapte la série télévisée d'animation américaine Fat Albert and the Cosby Kids qui devient T'as l'bonjour d'Albert. Il accompagne son ami l'humoriste Coluche dans la création des Restos du cœur. Toujours en 1985, en couche-culotte et muni d'un hochet, il interprète le rôle du bébé lors du mariage parodique de Thierry le Luron et de Coluche.
En 1988, Carlos devient l'ambassadeur du parc d'attractions Mirapolis, ouvert à Courdimanche à côté de Pontoise (Val-d'Oise). Il y est présent tous les week-ends mais le parc fait faillite en moins de cinq ans. Habitant la commune, il se présente aux élections municipales de 1989 sur la liste du futur maire mais n'est pas élu.
Il marque également les années 1980 en ambassadeur de la marque de boissons fruitées Oasis, sa chanson Rosalie étant détournée dans les publicités télévisées,.
En 1989, il anime le magazine de découvertes géographiques Sirocco durant la saison estivale sur TF1.

#### Années 1990
De 1987 à 1997, il devient le parrain du Club Dorothée où il est régulièrement invité et y interprète de nombreux duos avec son amie Dorothée. Il est aussi le fil conducteur de tous les grands spectacles et comédies musicales de la chanteuse diffusés sur TF1 en première partie de soirée : Dorothée Show en 1987, Le cadeau de Noël de 1991, Le cadeau de la rentrée de 1992 et les Dorothée Rock'n'roll Show en 1993 et 1994.
En 1992, Haim Saban, un Américain connu en 1970 grâce à Mike Brant, qui a adapté et remonté les séries japonaises de sentai en nouvelle série avec les Power Rangers, contacte Carlos depuis Los Angeles afin de créer un nouveau dessin animé dont Carlos lui-même serait le héros : Les Aventures de Carlos.
De 1992 à 1996, il change de registre en jouant dans une série télévisée de Jean-Pierre Bouyxou et Didier Philippe-Gérard sur TF1, Le JAP, juge d'application des peines, dans laquelle il incarne ledit juge.
En octobre 1994, il devient l'égérie de la nouvelle collection presse des Éditions Atlas, Le monde fabuleux des Contes, une série de VHS composée d'épisodes de la Toei Animation et de la Burbank Films Australia. Il en assure le lancement publicitaire lors des trois premiers numéros de la collection.
Il participe régulièrement à l'émission de radio et télévision Les Grosses Têtes de Philippe Bouvard entre 1992 et 1997.
En 1996, Carlos propose à AB Productions un projet de comédie musicale dans laquelle il doit jouer le rôle-titre mais AB Productions refuse de la financer[réf. nécessaire]. Il quitte AB Disques peu de temps après.

#### Années 2000
Carlos sort son dernier album en 2001. Il continue à sortir des singles jusqu'en 2007 et apparaît très souvent à la télévision et à la radio où il aborde des sujets divers comme la politique, le jardinage ou les écrits de sa mère Françoise Dolto.
A partir du milieu des années 1990, les chansons de Carlos sont moins diffusées à la radio, et plus du tout depuis les années 2000, ce qui affectera Carlos, d'après Claude Lemesle, l'un de ses auteurs-paroliers. De 2000 à 2007, il réalise des films documentaires de 52 minutes pour la série Le Gros homme et la Mer, produite par Dominique Le Pivert (Grenade Productions), avec Jean-Pierre Daudet, pour les chaînes Odyssée et Voyage. Douze films sont réalisés dans lesquels il fait partager ses goûts pour la pêche sportive et ses voyages ensoleillés (La Réunion, le Sénégal, le Mexique, les Caraïbes, les îles du Cap-Vert, l'archipel des Bijagos, le Cameroun, Tahiti, le Maroc, la Turquie, l'île Maurice, Cuba).
Il soutient Nicolas Sarkozy à la présidentielle de 2007. Sa dernière apparition télévisuelle est dans l'émission Vivement Dimanche de Michel Drucker consacrée à Dorothée le 4 novembre 2007.

### Mort
Le 4 janvier 2008, il participe une dernière fois à l'émission de radio Les Grosses Têtes durant laquelle il ne laisse rien paraître de sa maladie alors qu'il sort d'une permission accordée par les médecins de l'hôpital Beaujon de Clichy. L'émission est filmée : c'est sa dernière apparition à l'écran.
Le 17 janvier 2008 à 9 h 45,, malade depuis trois mois, Carlos meurt d'un cancer du foie, à l'âge de 64 ans, à l'hôpital Beaujon de Clichy. Il y était hospitalisé depuis le début du mois. 

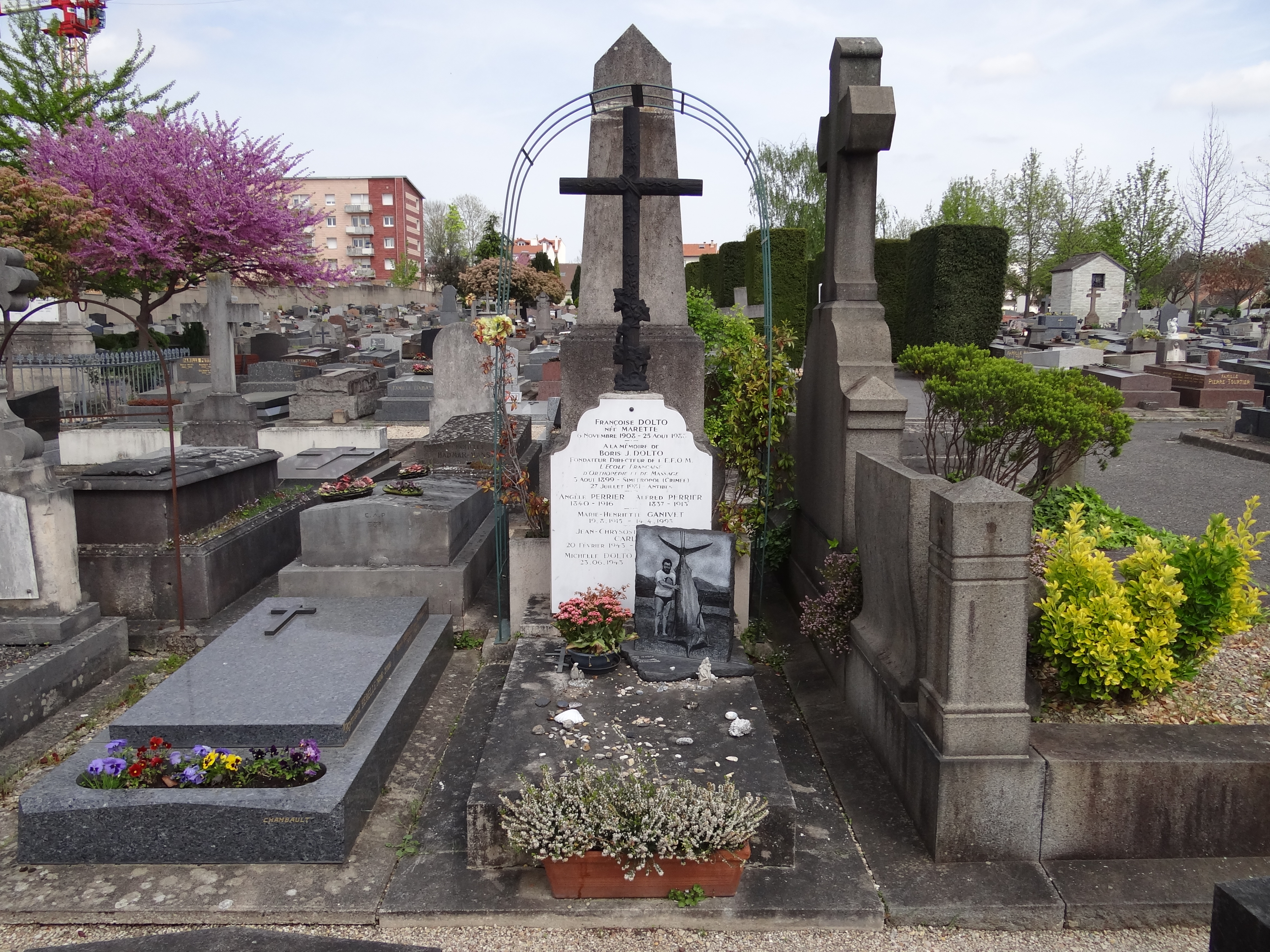
Sépulture de Carlos au cimetière de Bourg-la-Reine.

Il repose dans le caveau familial au cimetière de Bourg-la-Reine, dans la division 6. Carlos est mort un mois après Carlos Patato Valdés qui lui avait inspiré son pseudonyme, lequel est décédé le 4 décembre 2007.

## Discographie

### Albums studios
- 1972 : Olympia 72 (AMI Records)
- 1974 : Une journée de Monsieur Chose (CBS)
- 1976 : Le bougalou du loup-garou (Gérard Tournier)
- 1977 : Folies Carlos (Gérard Tournier)
- 1978 : Rosalie (Sonopresse)
- 1980 : Tous les enfants vont chanter
- 1982 : Nostracarlus
- 1984 : Tubes à boum
- 1986 : Tropicarlos
- 1988 : Carlos chante Mirapolis
- 1991 : Yvan-Chrysostôme (Trema)
- 1997 : Carlos (AB Disques)
- 2001 : La coladeira (ULM)

### Compilations
- 1975 : Album double 69-74
- 1984 : Tubes à Boum
- 1993 : La fête avec Carlos (AB Disques, AB Productions, réenregistrement de ses plus grands hits)
- 1998 : Fiesta Carlos, les incontournables
- 2004 : Le Roi de la Fête
- 2019 : Best of[20]

### Classement et ventes des singles
| Années | Titres                                        | Classement des ventes | Classement des ventes | Classement des ventes | Classement des ventes | Ventes françaises |
| Années | Titres                                        | ,                     | Wa                    | Fl                    | [ 22 ]                | Ventes françaises |
| ------ | --------------------------------------------- | --------------------- | --------------------- | --------------------- | --------------------- | ----------------- |
| 1970   | Y'a des indiens partout                       | 25                    | 3                     | —                     | —                     | NC                |
| 1970   | La Reine du shopping                          | 34                    | 40                    | —                     | —                     | 60 000            |
| 1971   | Malabar et roudoudou                          | 40                    | 17                    | —                     | —                     | NC                |
| 1972   | La Cantine                                    | 22                    | 50                    | —                     | —                     | NC                |
| 1973   | La France le matin                            | 40                    | —                     | —                     | —                     | NC                |
| 1973   | Tout nu, tout bronzé                          | 23                    | 45                    | —                     | —                     | 75 000            |
| 1974   | Cocotte en papier / Le tiercé                 | 16                    | 38                    | —                     | —                     | 150 000           |
| 1974   | A la queue leu leu / La smala                 | 38                    | —                     | —                     | —                     | NC                |
| 1974   | Señor météo                                   | 2                     | 16                    | —                     | —                     | 500 000           |
| 1975   | Les Croisades                                 | 22                    | 44                    | —                     | —                     | 75 000            |
| 1976   | Le Bougalou du loup-garou                     | 2                     | 4                     | —                     | —                     | 500 000           |
| 1976   | Bamba Carlos                                  | 28                    | 22                    | —                     | —                     | NC                |
| 1977   | Big Bisou                                     | 2                     | 1                     | 3                     | 9                     | 600 000           |
| 1977   | Cuentame/Cha cha chaud                        | —                     | 36                    | —                     | —                     | NC                |
| 1978   | Je suis indécis                               | 30                    | —                     | —                     | —                     | NC                |
| 1978   | Dis bonjour à monsieur, dis bonjour à la dame | 42                    | —                     | —                     | —                     | NC                |
| 1978   | Rosalie                                       | 1                     | —                     | —                     | —                     | 500 000           |
| 1979   | L'Auto du papa de Toto                        | 33                    | —                     | —                     | —                     | 80 000            |
| 1980   | C'est bon                                     | 37                    | —                     | —                     | —                     | NC                |
| 1981   | Juste un rigolo                               | 24                    | —                     | —                     | —                     | NC                |
| 1981   | Nostracarius                                  | 42                    | —                     | —                     | —                     | NC                |
| 1982   | Mama Panama                                   | 45                    | —                     | —                     | —                     | NC                |
| 1983   | Papayou                                       | 15                    | —                     | —                     | —                     | 250 000           |
| 1983   | Fanfan la fanfare                             | 52                    | —                     | —                     | —                     | 80 000            |
| 1984   | Baby Bla Bla                                  | 18                    | —                     | —                     | —                     | 200 000           |
| 1989   | Le tirelipimpon                               | 30                    | —                     | —                     | —                     | 63 000            |
| 1991   | Si tu vas Dario                               | 39                    | —                     | —                     | —                     | NC                |
| 2001   | La coladeira                                  | 34                    | —                     | —                     | —                     | NC                |
| 2003   | Big bisou (Remix 2003)                        | 95                    | —                     | —                     | —                     | NC                |
| 2005   | RTT                                           | 62                    | —                     | —                     | —                     | NC                |
| 2007   | Camping Tour                                  | 64                    | —                     | —                     | —                     | NC                |

## Filmographie

### Cinéma
- 1964 : Patate de Robert Thomas : un collégien, copain d'Alexa
- 1971 : Le Cri du cormoran le soir au-dessus des jonques de Michel Audiard : Purcell, un homme de main de K
- 1971 : La Grande Maffia de Philippe Clair : un policier qui se fait écraser
- 1973 : Féminin-féminin d'Henri Calef et João Correa
- 1979 : Je te tiens, tu me tiens par la barbichette de Jean Yanne : Condom

### Télévision
- 1983 : Dorothée : Le Show
- 1985 : Macadam "En suivant son rêve"
- 1985 : La dame du désert
- 1987 : Dorothée Show
- 1991 : Le cadeau de Noël
- 1992 : Le cadeau de la rentrée
- 1992 : Faux-Frère
- 1992-1996 : Le JAP, juge d'application des peines (série télévisée) : Boris Corton
- 1992 : Les Aventures de Carlos (série télévisée d'animation) : lui-même
- 1998 : Les Vacances de l'amour (série télévisée : saison 3, épisode 24 : Des vacances exceptionnelles et épisode 25 : La rançon) : lui-même

### Films publicitaires
- De 1978 à 1983 : Oasis (sur la musique de sa chanson Rosalie)[25]
- 1994 : Le Monde fabuleux des contes, Éditions Atlas

## Publications
- Les meilleures histoires drôles de Carlos , Le Livre de poche (avril 1999)  (ISBN 225314634X)  (EAN 9782253146346).
- Je m'appelle Carlos (autobiographie), Ramsay (novembre 1996)  (ISBN 284114111X et 9782841141111) (OCLC 463948688).
- Ma boîte à souvenirs (préface de Mimi Dolto), Éditions du Rocher (avril 2008)  (ISBN 9782268065847).